# Kacujuki Kawači
Kacujuki Kawači (* 27. duben 1955) je bývalý japonský fotbalista.

## Klubová kariéra
Hrával za Toyo Industries.

## Reprezentační kariéra
Kacujuki Kawači odehrál za japonský národní tým v roce 1979 celkem 3 reprezentační utkání.

## Statistiky
| Japonsko | Japonsko | Japonsko |
| Roky     | Záp.     | Góly     |
| -------- | -------- | -------- |
| 1979     | 3        | 0        |
| Celkem   | 3        | 0        |